# معلوماتية حيوية

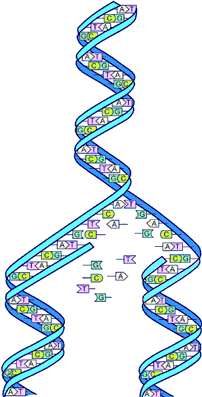
حمض نووي ريبي منقوص الأكسجين.

المعلوماتية الحيوية أو علم المعلومات الحيوية (بالإنجليزية: Bioinformatics) أو علم الأحياء الحاسوبي (بالإنجليزية: computational biology) هو استخدام أحدث تقنيات الرياضيات التطبيقية، المعلوماتية، الإحصاء، وعلوم الحاسب لحل مشكلات بيولوجية حيوية.
المعلومات الحيوية تتداخل مع عدد كبير من العلوم (علم الاحياء، الكيمياء، الفيزياء، علوم البيانات، البرمجة، هندسة البيانات، الرياضيات، الرياضيات التطبيقية، المعلوماتية ، الإحصاء، علوم الحاسب) لحل مشكلات بيولوجية حيوية.
تحليل المعلومات الحيوية يطلق عليها في بعض الأحيان الاحياء المحوسبة وهذا تشبيه خاطئ كون الأخير يمثل بناء ومحاكاة واستخدام النظم الحياتية.
جهود الأبحاث الرئيسية في هذا الحقل تتضمن التراصف التسلسلي ، إيجاد المورثات، مشروع الجينوم البشري، تراصف البنية البروتينية , تنبؤ البنية البروتينية ، التنبؤ بالتعبير الجيني ، وتآثرات بروتين-بروتين، إضافة لنمذجة التطور.

## التاريخ
اول ذكر لمصطلح المعلومات الحياتية "Bioinformatics" جاء في سنة 1970 من قبل پولين هوجويج ‏ (Pauline Hogeweg) و بين هسبر (Ben Hesper)  للدلالة على دراسة البيانات المعالجة باستخدام نظم حيوية, وهذا التعريف يجعلها اقرب الى مفهوم الكيمياء الحيوية.
كثرت اكتشافات المعلومات الحيوية في منتصف 1990 بسبب المشروع الجينوم البشري و التقدم السريع في تقنيات تسلسل الاحماض النووية, لتساع هذا المجال وحجمه الكبير تطلب تحليل البيانات المعقدة استعمال الخوارزميات مثل نظرية البيان ,الذكاء الاصطناعي، الحوسبة البرمجية، تنقيب البيانات، المعالجة الصورية والمحاكاة الحاسوبية.

## الاهداف
- الهدف الرئيسي هو زيادة فهم العمليات الحيوية, وما يفرق هذا المجال الباقي هي تطويع البرامج الحاسوبية لإتمام هدف الدراسة؟
- جمع البيانات الخام لصنع صورة كاملة عن التغيرات في الأنشطة الطبيعية للخلايا عند حدوث مرض معين, تطور هذا المجال لينحسر في تحليل وتفسير أنواع شاسعة من البيانات. من ضمنها تسلسلات الاحماض النووية ,النطاقات البروتينية والهياكل البروتينية.[9]
- مطالب فرعية لمجال المعلومات الحيوية:
  - القدرة على تطوير برمجيات ذات قدرة فعالة على لولجة وإدارة انواع متعددة من البيانات .
  - القدرة على تطوير خوارزميات رياضية, مثلا لها القدرة على تحديد جين معين في الحمض النووي.

## تحليل التسلسلات
كبداية عليك الإلمام بما يلي:
- بيولوجيا الجزيئات.
- خبرة في العمل على واحد أو أكثر من حزم البرمجيات المخصصة للتعامل مع بيولوجيا الجزيئات.تعلّم كيفيّة تحليل المعطيات البيولوجيّة باستخدام هذه البرمجيّات والتي أذكر منها: (GCG,BLAST,FASTA) وغيرها.
- تعلّم عن نظم التشغيل مفتوحة المصدر (LINUX,UNIX) لأنّ الشائع في هذه الأيّام هو استخدام البرمجيّات الحرة في البيوإنفورماتيك وذلك نظراً لقوّتها وتوفّر الأدوات البرمجيّة والبرمجيّات المخصّصة لهذه المنصّات.
- معرفة جيّدة بلغات البرمجة مثل : Java,C++,Python,Perl كما يجب عليك الإلمام بلغة HTML.
- الإلمام بنظم إدارة قواعد البيانات وأفضلها : Oracle و MySQL (مفتوحة المصدر والمجانيّة) والأكثر استخداماً لتخزين كميات ضخمة gigabytes من المعطيات البيولوجية لتحليلها واستخلاص المعلومات منها.

## حول المعلوماتية الحيوية
في شباط من العام 2001 استطاع العلماء أخيراً حل رموز شيفرة الجينوم البشري، بمعنى آخر استطاع العلماء قراءة سلسلة مكونة ممّا يقارب ثلاثة مليارات من الأزواج الأساسية التي تؤلف جزيء ال DNA البشري.

## اقرأ أيضًا
- معلوماتية حيوطبية Biomedical informatics
- حوسبة حيوية-المصدر Biologically-inspired computing
- سيبرنتيك حيوي Biocybernetics
- نمذجة حيوية حاسوبية Computational biomodeling
- علم الجينوم الحاسوبي Computational genomics
- نمذجة جزيئية Molecular modelling
- علم المتريات الشكلي Morphometrics
- شبكة استقلابية Metabolic network
- حوسبة طبيعية Natural computation
- تنبؤ بتآثرات بروتين-بروتين Protein-protein interaction prediction
- معلوماتية كيميائية

### حقول مرتبطة
- رياضيات تطبيقية — علم الأحياء — علوم الحاسب — معلوماتية — بيولوجيا رياضية — بيولوجيا نظرية — حوسبة علمية — معلوماتية كيميائية — علم حاسوبي

## وصلات خارجية
- Wikiomics.org: ويكي المعلوماتية الحيوية

### الجمعيات الأساسية
- - الجمعية الدولية لعلم الأحياء الحاسوبي

### منظمات رئيسية
- - منظمة المعلوماتية الحيوية (Bioinformatics.Org): معهد مفتوح للجميع
  - مجموعة علمية مؤلفة من عقد داخل وخارج أوروبا
  - UCSC مركز الهندسة والعلوم الجزيئية الحيوية
  - المعهد السويسري للمعلوماتية الحيوية Swiss Institute of Bioinformatics
  - المعهد الأوروبي للمعلوماتية الحيوية
  - المخبر الأوروبي للبيولوجيا الجزيئية
  - معهد أبحاث المعلومات الجينية نسخة محفوظة 3 ديسمبر 1998 على موقع واي باك مشين.
  - National Center for Biotechnology Information
  - Open Bioinformatics Foundation: umbrella non-profit organization supporting certain open-source projects in bioinformatics
  - National Center for Biomedical Ontology
  - US Department of Energy Joint Genome Institute

### مشاريع البرمجيات
- AMOS: برنامج أسمبلر مفتوح المصدر يعتمد على جينومي
- BioSimGrid: قاعدة بيانات امحاكاة البيوجزيئية
- الموصلات الحيوية
- Diamond STING
- UPMC أدوات المعلوماتية الحيوية على الوب
- BioJava
- BIOMAP Project: إنشاء خريطة شاملة لكافة البنى البيولوجية الماكروجزيئية
- قاعدة بيانات شبكة الواصل البيوجزيئي نسخة محفوظة 10 ديسمبر 2005 على موقع واي باك مشين.
- BioPerl
- BioPHP
- BioLinux
- BioPython
- BioRuby
- CIPRES Project: The Cyber-Infrastructure for Phylogenetic Research
- EMBOSS
- Ensembl
- GMOD: The Generic Model Organism Database Project
- HARVESTER: bioinformatic meta محرك بحث عن البروتينات البشرية والحيوانية
- MANATEE: نظام انترنتي لدراسة وتحليل الجينوم
- Proteome Ontology Project: مشروع لتحديد أشكال البروتينات
- Sequerome
- Seqhound
- MARBL: تصنيف النصوص والبحث في مكاتب المشاريع الجينية
- توثيق الملفات للتسلسل الجينومي
- BiDE - The Bioinformatics Desktop Environment - مشروع مفتوح لتطوير إصدارة من ريد هات تحوي جميع تطبيقات المعلوماتية الحيوية
- BioCircle BiDE Page
- eBiotools: حزمة برمجيات تؤمن معظم برمجيات المعلوماتية الحيوية لأجهزة الماك

### قوائم موسعة
- - قائمة طويلة بمناهج المعلوماتية الحيوية.
  - ماهج تدريب في المعهد الأوروبي للمعلوماتية الحوية.
  - مناهج تعطى من قبل انسمبل.

### المجلات الأساسية
- - PLoS بيولوجيا حاسوبية نسخة محفوظة 8 سبتمبر 2008 على موقع واي باك مشين.
  - معلوماتية حيوية تطورية على النت
  - Nature Molecular Systems Biology
  - مجلة المعلوماتية الحيوية نسخة محفوظة 22 نوفمبر 2008 على موقع واي باك مشين.
  - BMC Bioinformatics journal
  - مجلة معلومات السرطان المفتوحة
  - مجلة الانترنت للمعلوماتية الحيوية
  - EMBnet.News مجلة انترنتية